# Montbavin
Montbavin é uma comuna francesa na região administrativa de Altos da França, no departamento de Aisne. Estende-se por uma área de 5,44 km². Em 2010 a comuna tinha 45 habitantes (densidade: 8,3 hab./km²).